# Cantharis zolotikhini
Cantharis zolotikhini es una especie de coleóptero de la familia Cantharidae.

## Distribución geográfica
Habita en  Rusia.